# 乾萌
乾 萌（いぬい もえ、4月9日 - ）は、日本の女性声優。宮城県出身。

## 人物
アミューズメントメディア総合学院卒業。
以前は81プロデュースに所属していた。
趣味・特技は剣道、山菜とり。

## 出演作品

### テレビアニメ
2011年
- バクマン。（幼稚園教諭）

### ゲーム
2009年
- メタルファイト ベイブレード 爆誕!サイバーペガシス（ブレーダー）

2010年
- メタルファイト ベイブレード ポータブル 超絶転生! バルカンホルセウス（ブレーダーA、ブレーダーB）
- メタルファイト ベイブレード 頂上決戦!ビッグバン・ブレーダーズ（ブレーダー）

### 吹き替え
2007年
- アナザー・エフェクト 11:59（エリカ）
- イラク -狼の谷-

### ナレーション
- 子パンダ物語

### ラジオ
- 小森まなみのPop'n!パジャマ

### 舞台
- 藤川流舞踏会「ソーラン節」